# Communauté de communes du Pays de Sault (Vaucluse)
Die Communauté de communes du Pays de Sault ist ein ehemaliger Gemeindeverband (Communauté de communes) in Frankreich, im Département Vaucluse in der Region Provence-Alpes-Côte d’Azur. Er fusionierte am 1. Januar 2013 mit dem Gemeindeverband Terrasses du Ventoux zum Gemeindeverband Ventoux Sud.
Pays de Sault bestand aus fünf Gemeinden:
- Aurel
- Monieux
- Saint-Christol
- Saint-Trinit
- Sault

Alle Gemeinden befinden sich im Nordosten des Départements Vaucluse.